# Manuel Ojeda
Manuel Salvador Ojeda Armenta (La Paz, Baja California Sur; 4 de novembro de 1940 — 11 de agosto de 2022) foi um ator mexicano.

## Filmografia

### Televisão
- Corazón guerrero (2022) .... Don Abel Farías Ojeda Domicilio
- Quererlo todo (2020-2021) .... Don Patricio Montes Navarrete
- Enemigo íntimo 2 (2020) .... Don Jesús Pizarro
- Sin tu mirada (2018) .... Comandante Zamora
- Yago (2016)... Damián Madrigal
- Mujeres de negro (2016)... Lic. Moreno
- Que te perdone Dios (2015) .... Melitón
- La gata (2014) .... Don Fernando de la Santa Cruz "El Silencioso"
- La tempestad (2013) .... Ernesto Contreras
- Qué bonito amor (2012-2013) .... Vittoriano "El Padrino" Trusco
- Por ella soy Eva (2012) .... Eduardo Moreno Landeros
- Corazón salvaje (2009-2010) .... Fulgencio Berrón
- Verano de amor (2009) .... Clemente Matus
- Alma de hierro (2008-2009) .... Alfredo Camargo
- Un gancho al corazón (2008-2009) .... Hilario Ochoa
- Tormenta en el paraíso (2007-2008) .... Capitán Pablo Solís
- La fea más bella (2007) .... Luis Lombardi
- Alborada (2005-2006) .... Don Francisco Escobar
- Misión S.O.S. (2004) .... Severiano Martínez
- Amarte es mi pecado (2004) .... Jacobo Guzmán
- Bajo la misma piel (2003) .... Rodrigo Leyva
- La otra (2002) .... Juan Pedro Portugal
- El manantial (2001) .... Padre Salvador Valdez Ruiz
- El precio de tu amor (2000-2001) .... Octavio Rangel
- Cuento de Navidad (1999-2000) .... Espíritu de las Navidades Pasadas
- Laberintos de pasión (1999-2000) .... Genaro Valencia
- Amor gitano (1999) .... Pedro Minelli, Conde de Minelli
- Desencuentro (1997-1998) .... Alfredo San Román
- No tengo madre (1997) .... Indalecio Madrazo
- La culpa (1996) .... Mariano Lagarde
- La paloma (1995) .... Ramiro López Yergo
- Bajo un mismo rostro (1995) .... Dr. Santillán
- El vuelo del águila (1994-1995) .... Don Porfirio Díaz
- Al filo de la muerte (1991) .... Julio Araujo
- Un rostro en mi pasado (1990) .... Leonardo Sánchez
- Yo compro esa mujer (1990) .... Santiago
- Nuevo amanecer (1988) .... Samuel
- Tal como somos (1987) .... Pablo
- Senda de gloria (1987) .... Emiliano Zapata
- Herencia maldita (1986) ....Rogelio Velarde
- De pura sangre (1985-1986) .... Carlos Meléndez
- La traición (1984) .... Pech Gutiérrez
- Amor ajeno (1983) .... Roberto Ballesteros
- El derecho de nacer (1982).... Armando
- Por amor (1981).... Ernesto
- Cancionera (1980).... Héctor Raúl
- Parecido al amor (1979).... Diego
- Santa (1978).... Federico Gamboa

## Prêmios e indicações

### TVyNovelas
| Ano  | Categoria                   | Telenovela             | Resultado |
| ---- | --------------------------- | ---------------------- | --------- |
| 2015 | Melhor primeiro ator        | La gata                | Indicado  |
| 2014 | Melhor ator antagonista     | La tempestad           | Venceu    |
| 2013 | Melhor ator principal       | Por ella soy Eva       | Indicado  |
| 2009 | Melhor ator principal       | Tormenta en el paraíso | Indicado  |
| 2006 | Melhor ator principal       | Alborada               | Venceu    |
| 2002 | Melhor ator principal       | El manantial           | Indicado  |
| 2001 | Melhor ator co-protagonista | El precio de tu amor   | Indicado  |
| 2000 | Melhor ator antagonista     | Laberintos de pasión   | Venceu    |
| 1995 | Melhor ator principal       | El vuelo del águila    | Indicado  |
| 1987 | Melhor ator antagonista     | Herencia maldita       | Indicado  |
| 1986 | Melhor ator antagonista     | De pura sangre         | Indicado  |

## Ligações Externas
- Manuel Ojeda. no IMDb.